# FSV Rot-Weiß Breitungen
FSV Rot-Weiß Breitungen is een Duitse voetbalclub uit Breitungen, Thüringen.

## Geschiedenis
De club werd in 1945 opgericht als SG Eintracht Werra Breitungen. De club nam later het BSG-systeem aan en speelde onder de namen Einheit, Mechanik en Motor. In 1952 ging de club in de nieuwe Bezirksliga Suhl spelen, de derde klasse, na de invoering van de II. DDR-Liga in 1955 de vierde. In 1958 promoveerde de club naar de II. DDR-Liga en speelde daar twee seizoenen. De club werd nog enkele keren kampioen van de Bezirksliga, maar kon via de eindronde niet meer promoveren. Na een degradatie in 1977 zonk de club weg in de anonimiteit.
Na de Duitse hereniging werd de naam SV Jenapharm aangenomen.